# Gmina Nyköping
Gmina Nyköping (szw. Nyköpings kommun) – gmina w Szwecji, położona w regionie administracyjnym (län) Södermanland. Siedzibą władz gminy (centralort) jest Nyköping.

## Geografia

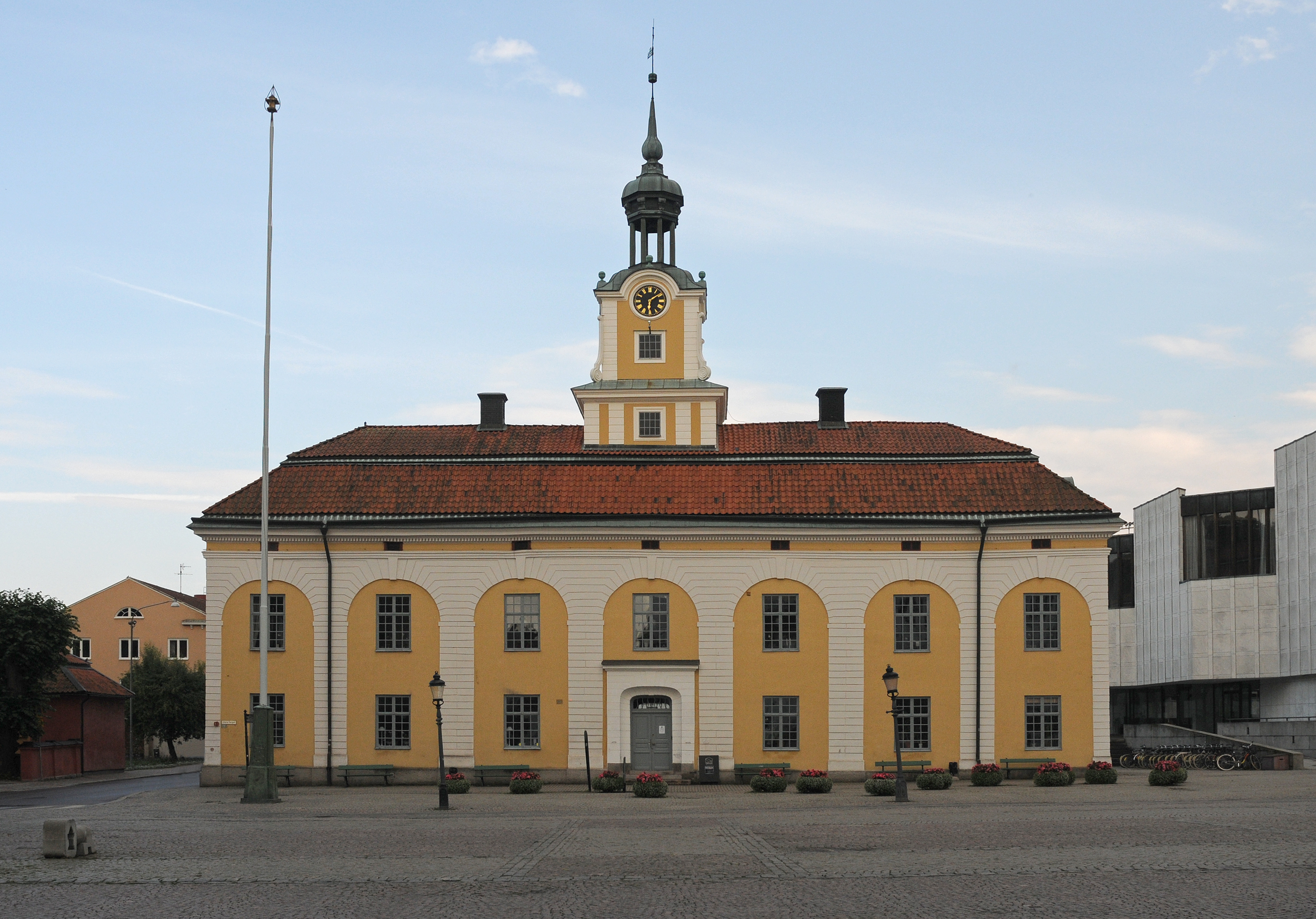
Ratusz w Nyköping

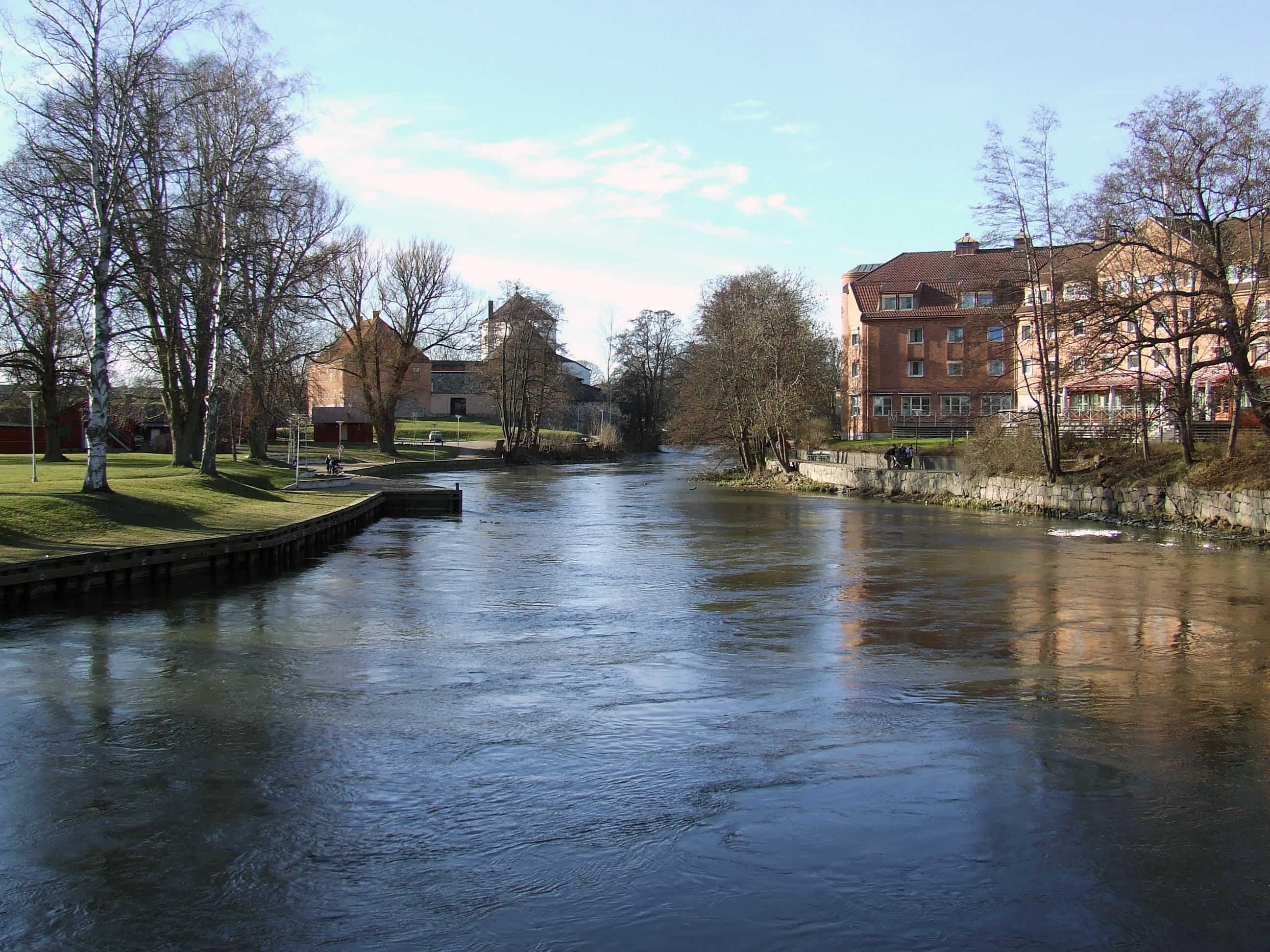
Nyköpingsån w Nyköping

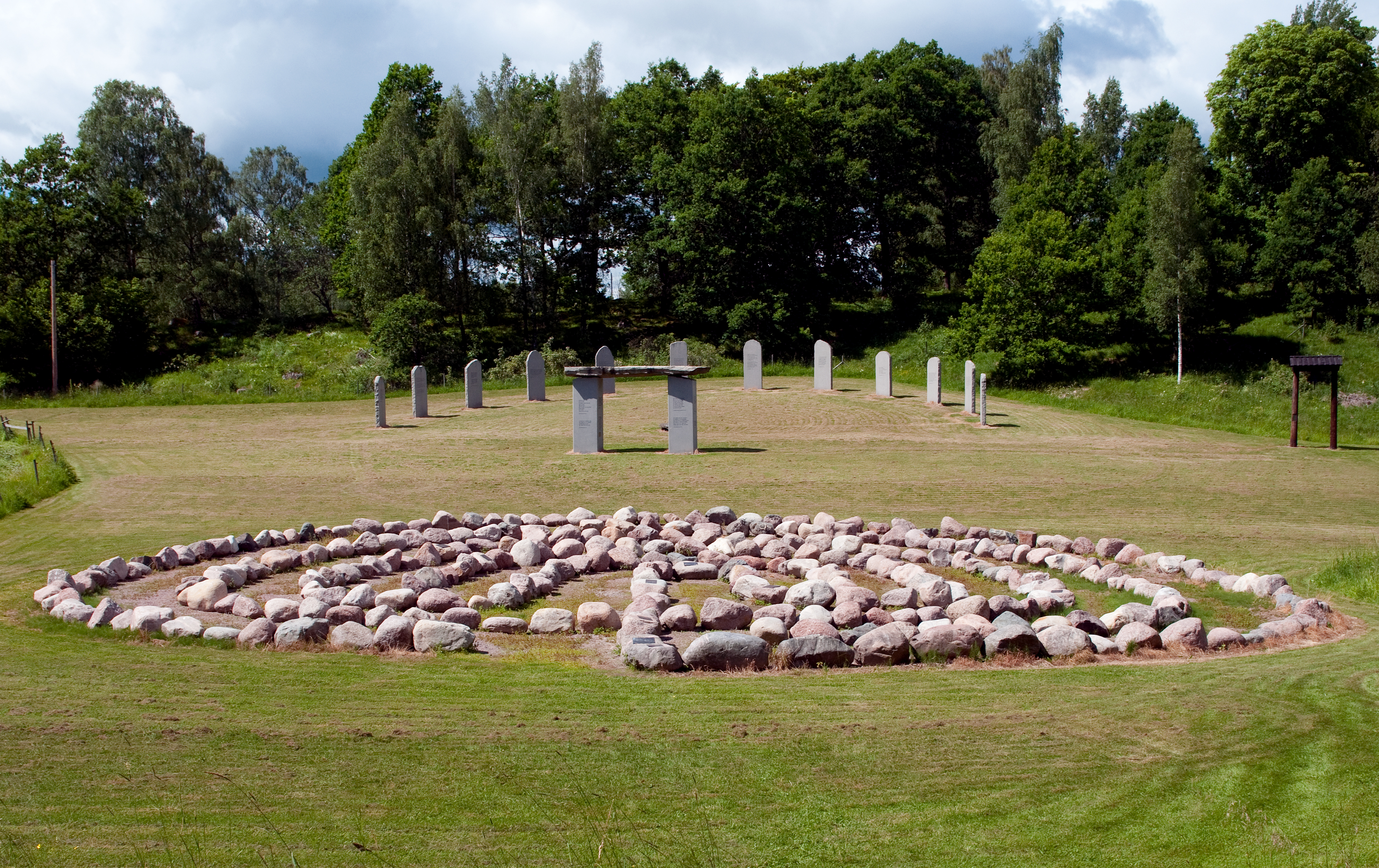
De sjungande stenarna

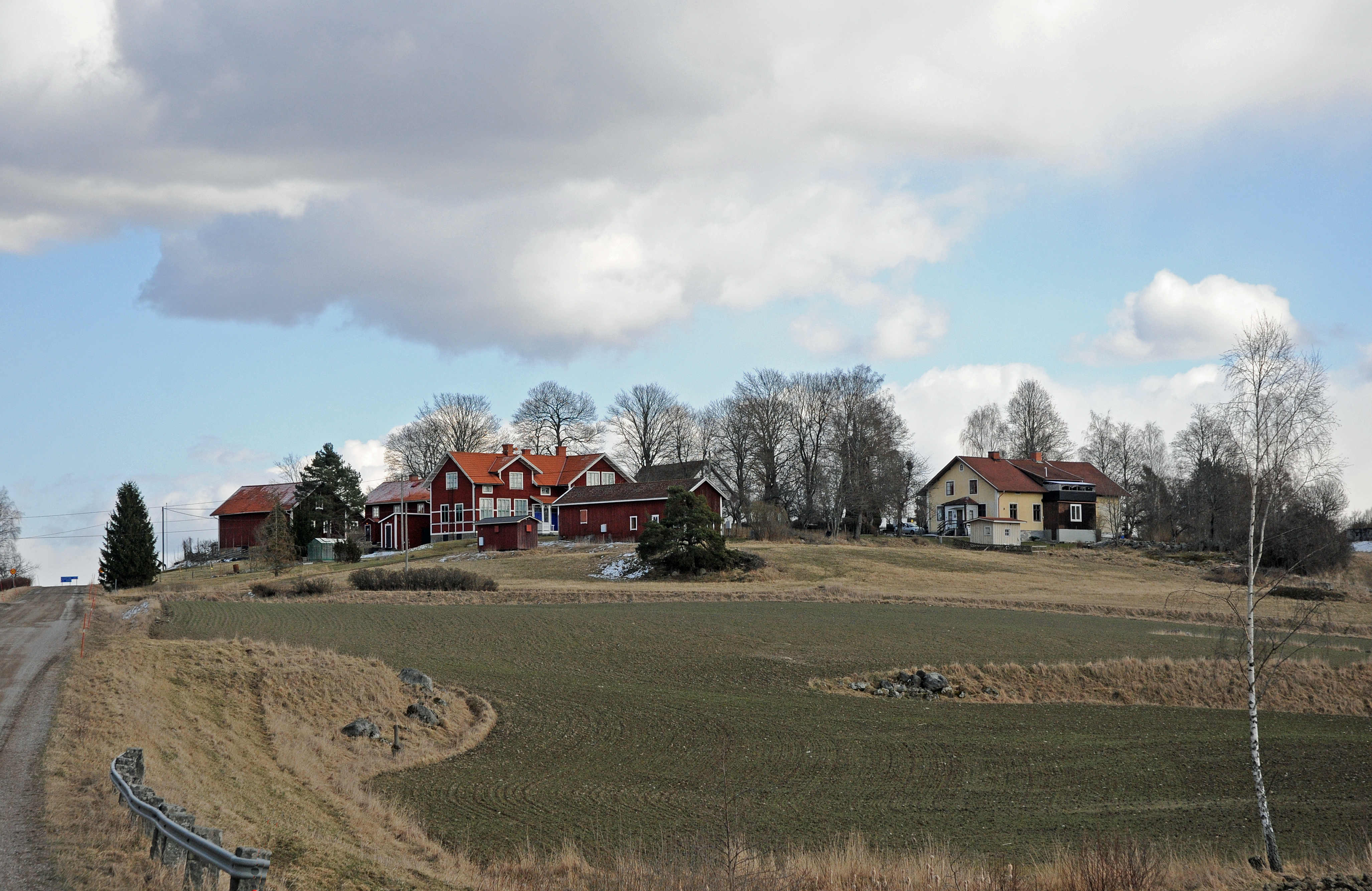
Lids kyrkby

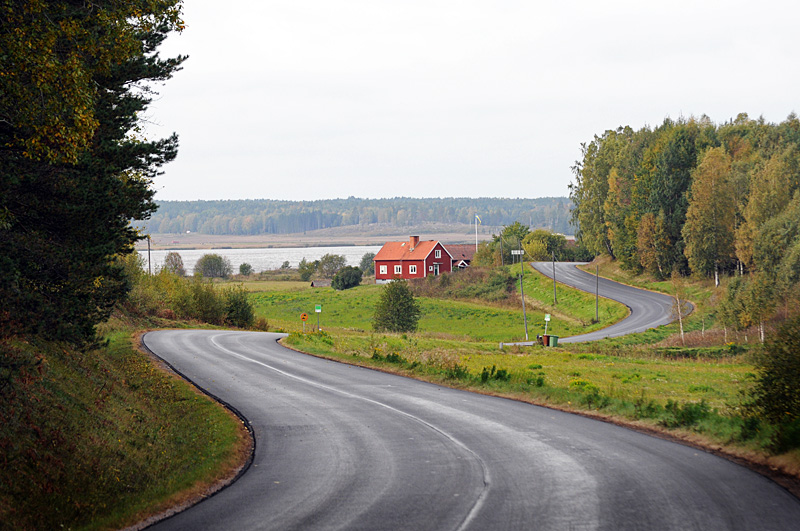
Länsväg 219

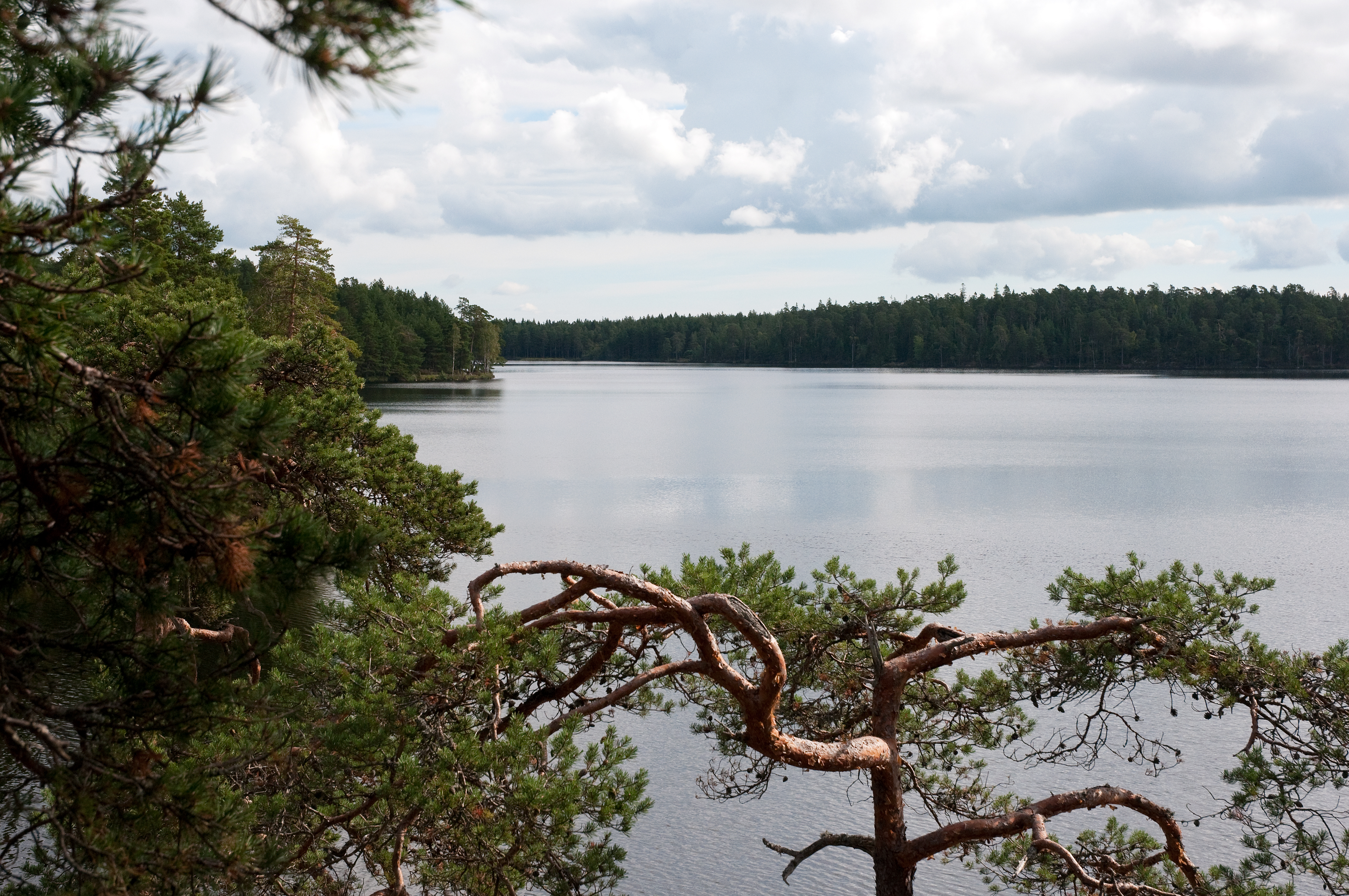
Jezioro Nävsjön

Gmina Nyköping położona jest w południowej części prowincji historycznej (landskap) Södermanland, na wybrzeżu Morza Bałtyckiego i graniczy z gminami (w kolejności od kierunku północnego):
- Gnesta
- Trosa
- Oxelösund
- Norrköping
- Katrineholm
- Flen

Na terenie gminy położony jest międzynarodowy port lotniczy Sztokholm-Skavsta.

### Powierzchnia
Gmina Nyköping jest 69. pod względem powierzchni z 290 gmin Szwecji. Według danych pochodzących z 2013 r. całkowita powierzchnia gminy (bez obszaru morskiego) wynosi łącznie 1554,26 km², z czego:
- 1420,84 km² stanowi ląd
- 133,42 km² wody śródlądowe.

Do gminy Nyköping zalicza się także 512,15 km² obszaru morskiego.

## Demografia
31 grudnia 2014 r. gmina Nyköping liczyła 53 508 mieszkańców (44. pod względem zaludnienia z 290 gmin Szwecji), gęstość zaludnienia wynosiła 37,66 mieszkańców na km² lądu (114. pod względem gęstości zaludnienia z 290 gmin Szwecji).
Struktura demograficzna (31 grudnia 2014):
| Opis                              | Ogółem      | Ogółem      | Kobiety     | Kobiety     | Mężczyźni   | Mężczyźni   |
| --------------------------------- | ----------- | ----------- | ----------- | ----------- | ----------- | ----------- |
| jednostka                         | osób        | %           | osób        | %           | osób        | %           |
| populacja                         | 53 508      | 100         | 27 023      | 50,50       | 26 485      | 49,50       |
| powierzchnia                      | 1554,26 km² | 1554,26 km² | 1554,26 km² | 1554,26 km² | 1554,26 km² | 1554,26 km² |
| gęstość zaludnienia (mieszk./km²) | 37,66       | 37,66       |             |             |             |             |

## Miejscowości
Miejscowości (tätort, -er) gminy Nyköping (2010):
| Lp. | Miejscowość | Liczba ludności |
| --- | ----------- | --------------- |
| 1   | Nyköping    | 29 891          |
| 2   | Arnö        | 3 871           |
| 3   | Stigtomta   | 1 942           |
| 4   | Svalsta     | 1 078           |
| 5   | Tystberga   | 828             |
| 6   | Nävekvarn   | 795             |
| 7   | Bergshammar | 790             |
| 8   | Vrena       | 626             |
| 9   | Jönåker     | 617             |
| 10  | Sjösa       | 483             |
| 11  | Enstaberga  | 430             |
| 12  | Runtuna     | 250             |
| 13  | Ålberga     | 247             |
| 14  | Buskhyttan  | 225             |
| 15  | Stavsjö     | 212             |

## Wybory
Wyniki wyborów do rady gminy Nyköping (kommunfullmäktige) 2014 r.:
|  | Partia                        | Liczba głosów | Zmiana liczby głosów | Procent głosów | Zmiana % | Uzyskane mandaty | Zmiana liczby mandatów |
|  | ----------------------------- | ------------- | -------------------- | -------------- | -------- | ---------------- | ---------------------- |
|  | Moderaterna                   | 8119          | –282                 | 22,82          | –2,14    | 14               | –1                     |
|  | Centerpartiet                 | 2760          | +404                 | 7,76           | +0,76    | 5                | +1                     |
|  | Folkpartiet                   | 1716          | –639                 | 4,82           | –2,18    | 3                | –1                     |
|  | Chrześcijańscy Demokraci      | 1261          | –235                 | 3,54           | –0,90    | 2                | –1                     |
|  | Socialdemokraterna            | 13 110        | –290                 | 36,85          | –2,97    | 22               | –1                     |
|  | Vänsterpartiet                | 1912          | +367                 | 5,37           | +0,78    | 3                | ±0                     |
|  | Miljöpartiet                  | 2939          | +364                 | 8,26           | +0,61    | 6                | ±0                     |
|  | Sverigedemokraterna           | 2942          | +1471                | 8,27           | +3,90    | 6                | +3                     |
|  | Feministiskt initiativ        | 729           | +729                 | 2,05           |          | 0                | –                      |
|  | Pozostałe partie              | 85            | +37                  | 0,24           | +0,10    | 0                | –                      |
|  | Razem (frekwencja 85,34%)     | 35 573        |                      | 100,0          |          | 61               | ±0                     |
|  | Źródło: Valmyndigheten (szw.) |               |                      |                |          |                  |                        |

## Współpraca zagraniczna
Miasta partnerskie gminy Nyköping (2013):
- Salacgrīva, Łotwa